# Férfi 3 méteres szinkronugrás a 2016-os úszó-Európa-bajnokságon
A 2016-os úszó-Európa-bajnokságon a műugrás férfi szinkron 3 méteres versenyszámának fináléját május 13-án este rendezték meg a London Aquatics Centreben.

## Versenynaptár
Az időpontok helyi idő szerint olvashatóak (GMT +00:00).
| Dátum                   | Időpont | Forduló |
| ----------------------- | ------- | ------- |
| 2016. május 13., péntek | 21:00   | Döntő   |

## Eredmény
| # | Versenyző                            | Ország                   | Pontok |
| - | ------------------------------------ | ------------------------ | ------ |
|   | Jack Laugher / Chris Mears           | Egyesült Királyság (GBR) | 456,81 |
|   | Ilja Zaharov / Jevgenyij Kuznyecov   | Oroszország (RUS)        | 445,23 |
|   | Illja Kvasa / Olekszandr Horskovozov | Ukrajna (UKR)            | 439,86 |
| 4 | Andrzej Rzeszutek / Kacper Lesiak    | Lengyelország (POL)      | 381,45 |
| 5 | Constantin Blaha / Fabian Brandl     | Ausztria (AUT)           | 365,85 |
| 6 | Simon Rieckhoff / Jonathan Suckow    | Svájc (SUI)              | 350,43 |
| 7 | Yauheni Karaliou / Yury Naurozau     | Fehéroroszország (BLR)   | 346,02 |